# Kony 2012
Kony 2012 (offizielle Schreibweise KONY 2012) ist eine Kampagne der in San Diego (Kalifornien/USA) ansässigen Non-Profit-Organisation Invisible Children Inc. sowie ein zugehöriger 30-minütiger Film. Ziel der Kampagne ist die Bekanntmachung und Festnahme des ugandischen Rebellenführers und mutmaßlichen Kriegsverbrechers Joseph Kony. Dafür wurde am 5. März 2012 ein Video des Regisseurs Jason Russell auf den Videoportalen YouTube und Vimeo veröffentlicht. Das Video wurde schnell sehr bekannt. Laut dem Webanalyse-Unternehmen Visible Measures ist der Film das erste Webvideo, das innerhalb von fünf Tagen 70 Millionen Mal aufgerufen wurde. Noch nie zuvor habe es eine sich derart schnell verbreitende Social-Video-Kampagne gegeben.
Im April 2012, ein Monat nach Beginn der Kampagne Kony 2012, veröffentlichte Invisible Children ein weiteres Video zur Aufklärung über die Kampagne. Das Video heißt KONY 2012: Part II – Beyond Famous und erhielt mehr als fünf Millionen Zugriffe.

## Film
Ausgangspunkt der Kampagne ist der Film Kony 2012. Regisseur Jason Russell ist einer der Gründer der Organisation Invisible Children Inc. In dem Film spielen er und sein Sohn eine Rolle. Russell möchte, dass dieser in einer besseren Welt aufwächst. Weiter erzählt der Film von Russells Begegnung mit Jacob, einem Jungen aus Uganda. Filmaufnahmen aus dem Jahr 2003 zeigen Jacob, wie er davon berichtet, auf der Flucht vor der Lord’s Resistance Army (LRA) zu sein. Auch berichtet er davon, selbst gesehen zu haben, wie sein Bruder von den Rebellen mit einer Machete ermordet wurde.
Im Weiteren wird kurz auf die Methoden und Verbrechen von Konys Organisation Lord’s Resistance Army in Uganda, der Demokratischen Republik Kongo und dem Südsudan eingegangen. Im Folgenden wird gezeigt, wie Russell daraufhin eine Organisation gründete und wie diese wuchs. Auch wird über Erfolge der Organisation berichtet. Das Video schreibt der Organisation selbst zu, erreicht zu haben, dass 2010 vom US-Kongress der Lord’s Resistance Army Disarmament and Northern Uganda Recovery Act verabschiedet wurde. Dieser wurde 2010 unter der Obama-Regierung verabschiedet, mit dem Ziel, Joseph Kony zu töten oder gefangen zu nehmen und seine Truppen zu zerschlagen. Daraufhin wurden 100 US-Soldaten als Militärberater entsandt, um den regionalen Streitkräften zur Seite zu stehen.
Im Weiteren fordert das Video zur Teilnahme an der Kampagne auf. Es ruft zu Spenden auf und beschreibt die Ziele der Kampagne und wie man daran mitwirken könne. Der Film ist bei Vimeo zu sehen und (Stand Januar 2021) bei YouTube nur nach Anmeldung und Altersbestätigung.
Im 20-minütigen zweiten Video, das am 5. April 2012 erschien, erläutert die Organisation Invisible Children ihre Kampagne und geht auf angebrachte Kritik ein. Dabei wird betont, dass die LRA nach wie vor aktiv sei. Auch wird auf bereits geleistete humanitäre Hilfe hingewiesen. In dem Film äußern sich unter anderem Luis Moreno Ocampo, Chefankläger des Internationalen Strafgerichtshofs, und Norbert Mao, ein ehemaliger Präsidentschaftskandidat in Uganda, positiv über die Kampagne. Invisible Children berichtet über politische Schritte, die seit dem Video unternommen wurden. Weiter wird dazu aufgefordert, an der Cover-the-Night-Aktion teilzunehmen.

## Kampagne

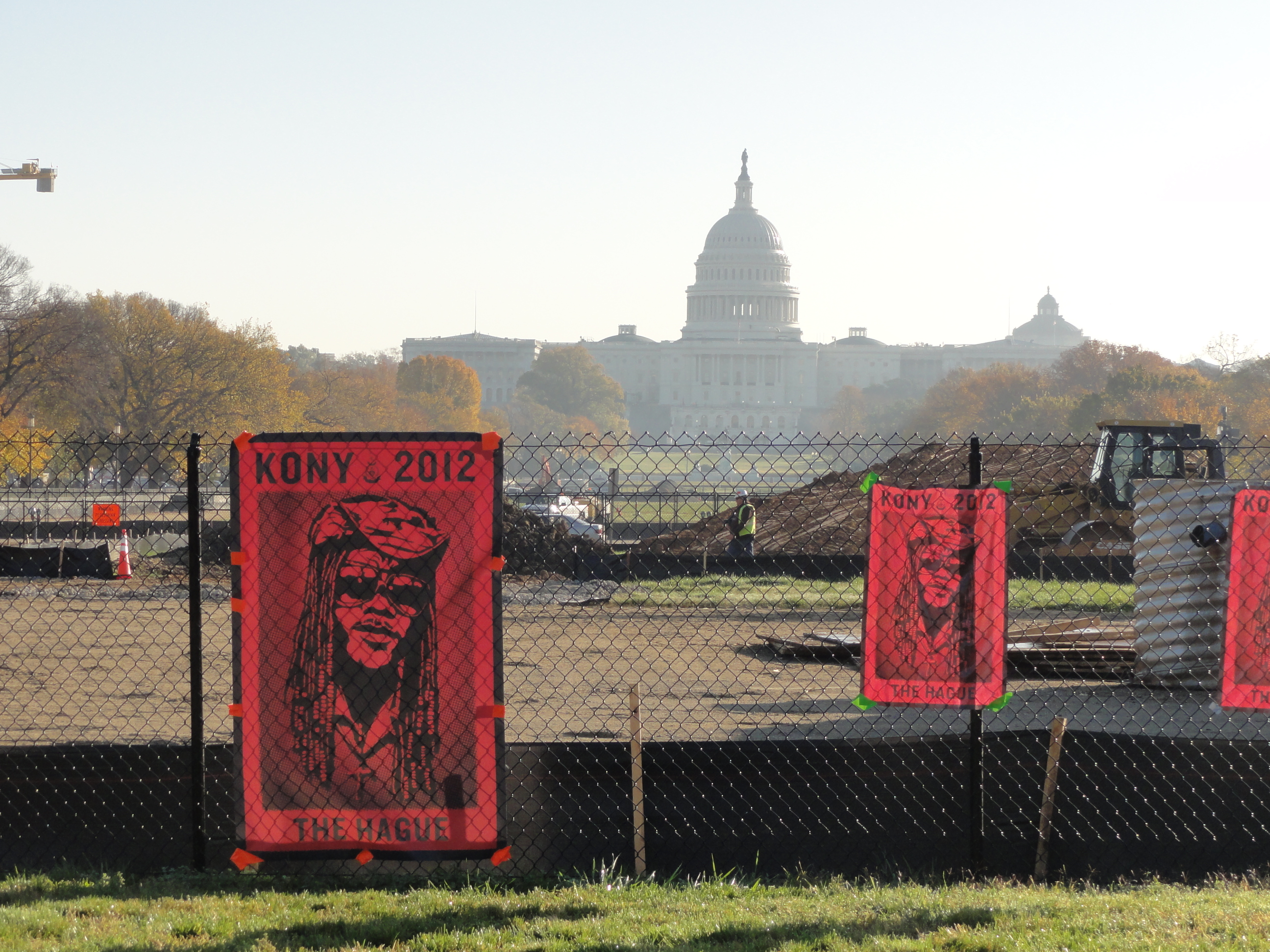
Plakat zur Aktion Cover the night in Washington, D.C.

Ziel der Kampagne war die Festnahme Konys bis zum Jahresende 2012. Dies sollte durch das Bekanntmachen Konys erreicht werden. Dafür entwarf die Organisation Plakate, Sticker und Armbänder. Als Teil der Kampagne war geplant, dass Unterstützer in der Nacht vom 20. zum 21. April 2012 in ihren Heimatstädten Plakate anbringen sollten, die zum Teil von Invisible Children Inc. gestellt wurden, um die Aufmerksamkeit und das Interesse der Bevölkerung zu wecken. Die Aktion hieß Cover the Night. Hierfür formierten sich bereits einige weitere Gruppen im Internet.

## Resonanz
Das Video verbreitete sich schnell über das Internet, vor allem über soziale Netzwerke wie Facebook und Twitter.
Nach der Veröffentlichung auf YouTube wurde das Video allein dort innerhalb der ersten 48 Stunden 20 Millionen Mal aufgerufen. Bis zum 8. März 2012 verzeichnete die Videoplattform Vimeo 12,2 Millionen Zugriffe auf den Trailer, YouTube am Abend des 9. März mehr als 56 Millionen und vier Tage später schon 75 Millionen. Die offizielle Internetseite des Projekts brach kurze Zeit nach der massiven Ausbreitung des Videos zusammen.
Luis Moreno Ocampo, Chefankläger des Internationalen Strafgerichtshofs, begrüßte die Kampagne. Die Menschenrechtsorganisation Human Rights Watch unterstützte die Kampagne ebenfalls. Amnesty International forderte, dass im Fall einer Verhaftung von Joseph Kony geltende Menschenrechtsstandards beachtet würden. Des Weiteren unterstützten eine Reihe prominenter Personen die Kampagne, darunter Rihanna, Justin Bieber, P. Diddy und Oprah Winfrey. Rihanna kündigte an, in ihrem nächsten Musikvideo auf die Problematik in Uganda aufmerksam zu machen.
2012 brachen die Einnahmen der ugandischen Tourismusindustrie ein – obwohl Uganda von Lonely Planet zur „Topdestination 2012“ erklärt worden war.

## Reaktion
Am 23. März 2012 beschloss die Afrikanische Union, 5000 Soldaten unter anderem aus Uganda und dem Kongo zur Ergreifung Konys und zur Bekämpfung der LRA einzusetzen.

## Kritik
Neben einigem Zuspruch für die Kampagne kam schnell nach dem Erscheinen des Videos Kritik von verschiedenen Seiten auf. Das Video selbst wurde für seine Darstellung des Konflikts kritisiert und die Kampagne für ihre Methoden. Kritik wurde von vielen Journalisten und Bloggern, auch aus Uganda, geäußert.

### Kritik an der Darstellung
Der Kampagne Kony 2012 wurde vorgeworfen, die politische Situation in Uganda zu simplifizieren und zu verfälschen. Beispielsweise wurde bemängelt, dass der Film nicht auch die Kriegsgräuel anderer beteiligter Konfliktparteien wie der Sudanesischen Volksbefreiungsarmee beleuchte und den Einfluss der schwierigen politischen Lage im Allgemeinen auf die Anheizung des Konflikts unberücksichtigt lasse. Der Film unterteile so vereinfacht in Gut und Böse, ohne ein differenziertes Bild zu liefern. Regisseur Russell verteidigte die vereinfachte Darstellung mit Marketinggründen. Ziel sei es gewesen, mit einer einfachen, verständlichen Darstellung ein großes Publikum zu erreichen.
Des Weiteren wurde Regisseur Russell vorgeworfen, Tatsachen in dem Film ungenau und teilweise falsch darzustellen. Invisible Children und andere Organisationen standen in der Kritik, Tatsachen zu manipulieren, indem sie das Ausmaß der Verbrechen zu sehr dramatisierten. Im Film selbst werde nur beiläufig erwähnt, dass Joseph Kony und die LRA Uganda bereits 2006 verließen, auf eine Art, die suggeriere, die LRA sei expandiert. So spiegelten die im Film verwendeten Aufnahmen aus dem Jahr 2003 nicht die derzeitige Lage wider. Auch stelle der Film dar, Joseph Kony habe eine Armee von 30.000 Kindersoldaten, ohne dass es diese Anzahl jedoch zu irgendeinem Zeitpunkt gegeben habe. Des Weiteren werde fälschlich behauptet, die LRA hätte keine Unterstützer. Jedoch bekämen die Rebellen vom sudanesischen Präsidenten Omar al-Baschir Waffen und Geld. Zudem fordere das Video zum Engagement auf, um den Abzug der 100 US-Soldaten aus der Region zu verhindern, obwohl es keine Hinweise auf einen solchen möglichen Abzug gebe. Auch wurde kritisiert, dass die Kampagne auf keine der anderen bereits im Krisengebiet Hilfe leistenden Organisationen eingehe.
Zudem wurde dem Film eine klischeehafte Darstellung Afrikas vorgeworfen. Auf diese Weise werde das Bild eines hilfsbedürftigen, rückständigen Kontinents verbreitet, der auf Hilfe der überlegenen Industrienationen angewiesen sei. Teilweise hieß es, eine Beteiligung an der Kampagne werde zu heroisch dargestellt. Der ugandische Journalist Angelo Izama schrieb: „Das Muster Gut gegen Böse, wobei Gut offensichtlich weiß/westlich und Böse schwarz/afrikanisch ist, erinnert an die schlimmsten Zeiten der Kolonialära.“ Der amerikanisch-nigerianische Journalist Teju Cole prägte im Zusammenhang mit der Kampagne den Begriff des White Saviorism.

### Kritik an der politischen Position
Invisible Children Inc. unterstützte die Armee Ugandas und die Sudanesische Volksbefreiungsarmee, die beide ebenfalls mit Vorwürfen über Plünderungen und Misshandlungen konfrontiert waren. Invisible Children rechtfertigte die Unterstützung der Ugandischen Armee damit, dass dies die am besten ausgestattete und organisierte Armee der Region sei. Die Menschenrechtsorganisation Human Rights Watch befürwortete ebenfalls militärische Interventionen und forderte 2010 die US-Regierung unter Barack Obama auf, die Zahl der entsandten US-Soldaten zu erhöhen. Nach Einschätzung von Human Rights Watch war die Ugandische Armee jedoch nicht in der Lage, einzelne Personen wie Joseph Kony oder andere hohe Offiziere der LRA zu verhaften. In einem Bericht von Foreign Affairs wurde ein noch deutlich größeres und langjährigeres, über die Niederschlagung der LRA hinausgehendes Engagement gefordert, um nachhaltig für Frieden in der Region zu sorgen. Insgesamt wurde bezweifelt, dass die Festnahme Konys auf Dauer für Frieden in den betroffenen Regionen sorgen werde.
Da sich die politische Situation in Uganda änderte, wurden von vielen Seiten andere Maßnahmen als die Ergreifung Joseph Konys als wichtiger erachtet. Die ehemaligen Kindersoldaten in Uganda seien mittlerweile älter; viele litten an Armut, HIV und der Nick-Krankheit. Ihnen könnte durch andere Maßnahmen als die Festnahme Konys besser geholfen werden. Uganda selbst stehe vor Problemen wie hohen Inflationsraten und steigender Arbeitslosigkeit, einem Demokratiedefizit und Menschenrechtsverletzungen der Regierung. Die Fokussierung auf die LRA überlagere so andere Probleme.
Jedoch betonten die Menschenrechtsorganisationen Human Rights Watch und Amnesty International die Fortsetzung der Verbrechen Joseph Konys und der LRA außerhalb Ugandas nach dessen Verlassen Ugandas 2006. Von 2008 bis 2010 seien vor allem im Kongo, aber auch im Sudan und Zentralafrika von der LRA mehr als 2.000 Menschen getötet, 2.600 entführt und 400.000 vertrieben worden. Gleichzeitig ging der Einfluss der LRA um Joseph Kony zurück. Die LRA sei in dem zentralafrikanischen Krisengebiet eine relativ kleine Organisation. Im zweiten Film betont Invisible Children, dass die LRA nach wie vor aktiv sei. Im Zeitraum zwischen dem ersten und dem zweiten Video seien 57 Menschen von der LRA entführt worden und nach wie vor seien 440.000 Menschen auf der Flucht.

### Kritik an der Verwendung der Spendengelder
Der verantwortlichen Organisation Invisible Children Inc. wurde vorgeworfen, viele der Spendeneinnahmen für Gehälter und die Produktion neuer Filme auszugeben. 2011 wurden lediglich 31 Prozent der Spendeneinnahmen für Hilfsprojekte in Uganda verwendet. In einer offiziellen Stellungnahme wurde die Verteilung der Spendengelder mit weiteren Zielen der Organisation verteidigt. Neben der humanitären Hilfe von Opfern vor Ort sei es Ziel der Organisation, durch Dokumentationen über die Taten Konys und der Lord’s Resistance Army aufzuklären.
Die Institution Charity Navigator, die Non-Profit-Organisationen bewertet, kritisierte eine mangelnde Transparenz der Organisation. So erhielt Invisible Children Inc. lediglich eine Bewertung von 51,52 von 70 möglichen Punkten. Invisible Children kündigte an, auf die Kritikpunkte einzugehen.
Den Vorwurf, Spendengelder gingen an die Regierung oder die Armee Ugandas, wies die Organisation entschieden zurück. Keinerlei solcher Ausgaben könnten im Finanzbericht der Organisation gefunden werden.
2012 stiegen die Einnahmen von Invisible Children Inc. um über 100 Prozent gegenüber dem Vorjahr auf mehr als 32 Millionen US-Dollar, hauptsächlich durch den Verkauf von Merchandising-Artikeln zur Kony-2012-Kampagne. Es ist unklar, wie die hohen Einnahmen verwendet werden sollten; Kritikern zufolge erreichte zunächst wenig Geld Projekte in Afrika. Eine konkrete Kampagne sei nicht in Sicht, obwohl die Artikel weitervermarktet würden. Den Einnahmen von rund 32 Millionen US-Dollar standen Ausgaben von etwa 16 Millionen US-Dollar entgegen. 35 Prozent aller Ausgaben wurden für „Mobilisierung“ verwendet (Film- und Musiktouren, internationale Events, Lobbying), 9 Prozent für Medien, 10 Prozent für „Schutz“ und 17 Prozent für „Wiederherstellung“ (recovery). Entgegen den Vorjahren waren die Einnahmen weit überwiegend nicht zweckgebunden, konnten also auch für Projekte verwendet werden, für die sie nicht gesammelt wurden.

### Persönliche Kritik an den Produzenten
Kontrovers wurde auch über ein Bild diskutiert, in dem die Verantwortlichen der Organisation, darunter Regisseur Jason Russell, mit Waffen posierten. Russell schrieb, das Bild sei ein Scherz für Bekannte gewesen, und betonte gleichzeitig, Waffen zu hassen.

### Grundsätzliche Kritik
Die Süddeutsche Zeitung verglich die Kampagne mit derjenigen von William Randolph Hearst für den Spanisch-Amerikanischen Krieg von 1898 und kritisierte, wie leicht und schnell sich durch emotional aufgeladene Medienkampagnen Massenunterstützung für große militärische Interventionen organisieren lasse.
Der Premierminister Ugandas, Amama Mbabazi, antwortete der Kampagne Kony 2012 auf YouTube und erklärte, dass Uganda ein ganz anderer Ort sei als von Invisible Children porträtiert und dass eine US-Militärpräsenz in Uganda nicht zur Festnahme von Kony führen werde, da er sich seit Jahren nicht mehr in Uganda aufhalte.
In einer 2019 von arte ausgestrahlten Dokumentation kritisierte der Filmemacher Jean-Baptiste Renaud, Invisible Children und ihr Mitgründer Jason Russell seien eng mit evangelikalen christlichen Organisationen verbunden. Die Entsendung US-amerikanischer Spezialkräfte nach Uganda habe amerikanischen Interessen und der Stärkung der amerikanischen Militärpräsenz in Zentralafrika gedient. Anstatt Kony zu ergreifen, habe das US-Militär dort hauptsächlich nachrichtendienstliche Informationen aus dem zentralafrikanischen Konfliktherd beschafft, auch mithilfe von Invisible Children. Des Weiteren sei das ugandische Militär ausgerüstet worden, das seinerseits in Menschenrechtsverletzungen verwickelt sei.

## Dokumentarfilm
- Jean-Baptiste Renaud (Regie): US-Beutezug in Afrika – Operation Kony, Frankreich 2019 (Originaltitel: Croisade américaine en Afrique)